# Karlskrona
Karlskrona ([ˈkɑːɭsˌkruːna] kiejtéseⓘ) város Blekinge megyében, Karlskrona község (kommun) és a megye (län) székhelye.
Karlskrona egy régi haditengerészeti támaszpont, a szárazföldön és a blekingei szigetvilág keleti szigeteire épült.
A legnagyobb sziget neve Trossö és ez képezi Karlskrona központját. 
Egy másik sziget, a Stumholmen sokáig a flottához tartozott és lezárt volt, de most haditengerészeti múzeumközpont és lakónegyed.
A központi részét a városnak 1998-ban felvették az UNESCO világörökségi listájára, mint a haditengerészeti várost.

## Történelem
A sziget, Trossö, amelyre Karlskronát építették az 1600-as években, a földbirtokos Vittus Andersson tulajdonában volt. A szárazföldön, pár kilométerrel odébb, a dán időszakban volt egy régebbi, Lyckå nevű város és vagy 30 kilométerrel keletre a dánok építeni kezdték Kristianopel-t, mielőtt Blekinge svéd lett 1658-ban.
A svéd királyság 1679-ben kisajátította a szigeteket és ugyanabban az évben megkezdték a tervet, hogy az ország flottájának legnagyobb részét Trossö-n állomásoztassák.
Az új város, Karlskrona (Károly koronája), a nevét alapítójáról, XI. Károly (Karl XI) svéd királyról kapta, akinek a szobra a város főterén áll.
Az elhelyezése stratégiai volt, ellenőrizte a bejáratot a szárazföld felé, és a tenger felőli oldalon katonai erődítményrendszer épült 1681-ben, hogy megvédje a haditengerészeti bázist. Annak, hogy idehelyezték a haditengerészetet két fő oka volt. Először is Svédország meg akarta mutatni hatalmi helyzetét, Dániával és a kontinenssel szemben. Másodsorban, a kikötő az év nagy részében jégmentes.
Karlskrona 1680. augusztus 10-én kapott városi rangot. Hajóépítőket az új haditengerészeti bázisra és a hajógyárba, Österbotten-ből (most Finnország) és Stockholmból toboroztak. A híd, amely összeköti a város központját a szárazfölddel 1682-ben épült. Az Amiralitetskyrkan (Admiralitás templom) alapításakor 1685-ben, már említik a Marinens musikkår (Tengerészet zenekara) elődjét, az Admiralitás zenészeket először. A zenekar az ország második legrégebbi kulturális intézménye, csak a Kungliga Hovkapellet (Királyi udvari zenekar) idősebb. A város első tervén, amit 1683-ban Erik Dahlberg, Hans Wachtmeister és Carl Magnus Stuart mutatott be, Karlskrona egy kimondott erődítmény. Az 1694 éves tervben amit Erik Dahlberg, készített, már helyet kapott a városfejlesztés.
Karlskrona hamarosan az ország harmadik legnagyobb városává vált, a második Riga (ma Lettország) és Stockholm mögött.
Mint egy zárt katonai kikötő, a ”svéd nagyhatalommal” együtt a város sokat veszített egykori dicsőségéből, de megtartotta pozícióját mint kulcsfontosságú haditengerészeti bázis. A hajógyár (Karlskronavarvet) még ma is működik.
Az 1790-es tűzvészben leégett a város nagy része, de gyorsan újra felépítették. Még 1887-ben és 1909-ben is tűzvész sújtotta Karlskronát. Az 1800-as évek stagnálása után, az ipar és a vasút fejlődése (1874 vasút Karlskrona-Växjö, 1889 Blekinge tengerparti vasút és 1899 Kelet Blekinge vasút) új fellendülést hozott. Az 1910-1949 évek között villamos forgalom is volt a városban.
Itt futott 1981-ben zátonyra az U 137-es szovjet tengeralattjáró, ami annak idején nagy port vert fel.

## Földrajz
A város központi része Trossö-n és néhány környező szigetecskén, mint a Saltö, Dragsö, Björkholmen, Ekholmen, Pantarholmen és Stumholmen, fekszik. A városhoz tartozik még a meglehetősen nagy sziget Vämö és a szomszédos szigetek. Ezen a területen több nagy létszámú lakónegyed épült Hästö, Gräsvik, Pantarholmen, Annebo, Galgamarken, Kungsmarken, Marieberg, Långö és Bergåsa. Északra, a szárazföldi részen fekszik Mariedal, Backabo, Torskors és Bastasjö villanegyed.
Még északabbra a szárazföldön van a városba beolvadt Lyckeby és Spandelstorp városrész. 
A svéd egyház karlskronai városi plébániájának jelenleg három templom van: Fredrik templom (fent), Szentháromság-templom (más néven német templom) és a Kungsmark-templom.
Ugyancsak Karlskronában van Svédország legnagyobb fatemploma, az Admiralitás templom (más néven Ulrica Pia). Ennek a bejáratánál található a Selma Lagerlöf, ”Nils Holgersson csodálatos utazásai” című könyvében leírt Rosenbom faszobor másolata, amelynek a kalapja alá bújt Nils az ”üldöző” XI. Károly (Karl XI) bronzszobra elől. Az eredeti szobor a templom előcsarnokában található. A kalap felnyitható és a turisták a szobor fejében levő perselybe pénzt szoktak dobni.
|  |  |

A Bergåsa és Annebo negyedek szomszédságában van a megyei kórház Blekingesjukhuset egyik részlege, a másik Karlshamn-ban van.

## Városrészek
- Annebo,
- Backabo,
- Bastasjö,
- Bergåsa,
- Björkholmen,
- Ekholmen,
- Galgamarken,
- Gräsvik,
- Gullberna,
- Hässlegården,
- Hästö,
- Knösö,
- Kungsmarken,
- Lindesnäs,
- Lyckeby,
- Långö,
- Marieberg,
- Mariedal,
- Pantarholmen,
- Pottholmen,
- Ringö,
- Rosenholm,
- Saltö,
- Spandelstorp,
- Stumholmen,
- Torskors,
- Trossö,
- Vedeby,
- Verkö,
- Vämö,
- Västra Mark

## Közlekedés
Karlskrona az E22 mentén fekszik, ahonnan a városközpontot az Österleden gyorsforgalmi úton lehet elérni (kb. 7 km).
Napi hajójárat közlekedik a keleti szigetcsoport szigeteire, és nyáron Nättraby-be is. 
Aspö-re félóránként ingyenes (autónak is) kompjárat van, az első indulás 5:30-kor, az utolsó 23:30-kor a városból.
Karlskrona és Gdynia (Lengyelország) között napi két-három kompjáratot indít a Stena Line, oda-vissza.
Legközelebbi repülőtér a Ronneby Airport (IATA kód RNB), Kallinge-ben van, mintegy 30 km-re Karlskrona központjától.
A Koppenhágai nemzetközi repülőtérre (Kastrup), direkt-vonat (Öresundståg) indul minden órában.
Karlskrona-ból indul a Kust till kust (Parttól-partig) napi három vasútjárata Göteborgba.
A városi közlekedést buszokkal bonyolítják, amelyek jelenleg 11 útvonalon közlekednek.

## Gazdaság
Sokáig a gépipar volt az uralkodó és a hajógyár volt a legnagyobb magán munkaadó.
Az 1990 óta a távközlés és informatika egyre inkább Karlskrona fő gazdasági alapja. 
Itt indult az Europolitan, most Telenor, valamint a főiskola a gyors fejlődésnek indult.
Az Ericsson tízszeresére növekedett, amikor az 1980-as években beolvadt a Programator és az EP-data AB.
További jelentősebb cégek: SAAB hajógyár, ABB kábelgyár, ROXTEC kábelátvezető rendszerek; DYNAPAC útépítő munkagépek.
Karlskrona most egy új ágazatban, a sport és egészség terén próbál munkalehetőségeket teremteni. Ezzel a céllal az önkormányzat egy sportlétesítményt építtetett (mai neve NKT Arena Karlskrona) a régi KA2 ezred (Parti tüzérség) területén.

### Vásárlóközpontok/Galériák
- Kronan
- Wachtmeister Galleria
- Amiralen
- Slottsbacken
- Stadsträdgården

### Szupermarketek
- ICA Cityhallen
- ICA Maxi
- City Gross
- Willys Pantarholmen
- Willys Slottsbacken
- Lidl Stationsvägen
- Lidl Blekingegatan

## Oktatás
- Blekinge Tekniska Högskola (Blekinge Technikai Főiskola)
- Hyper Island (digitális és interaktív média kiképzés)
- Af Chapmangymnasiet (középiskola)
- Ehrensvärdska gymnasiet (középiskola)
- Törnströmska gymnasiet (középiskola)
- Mikael Elias Teoretiska Gymnasium (középiskola)
- Fischerströmska gymnasiet (speciális iskola)
- Litorina folkhögskola (népiskola)
- Sjöstridsskolan (haditengerészeti kiképzés)
- Aspero Idrottsgymnasium (sportgimnázium)

## Kultúra

### Múzeumok

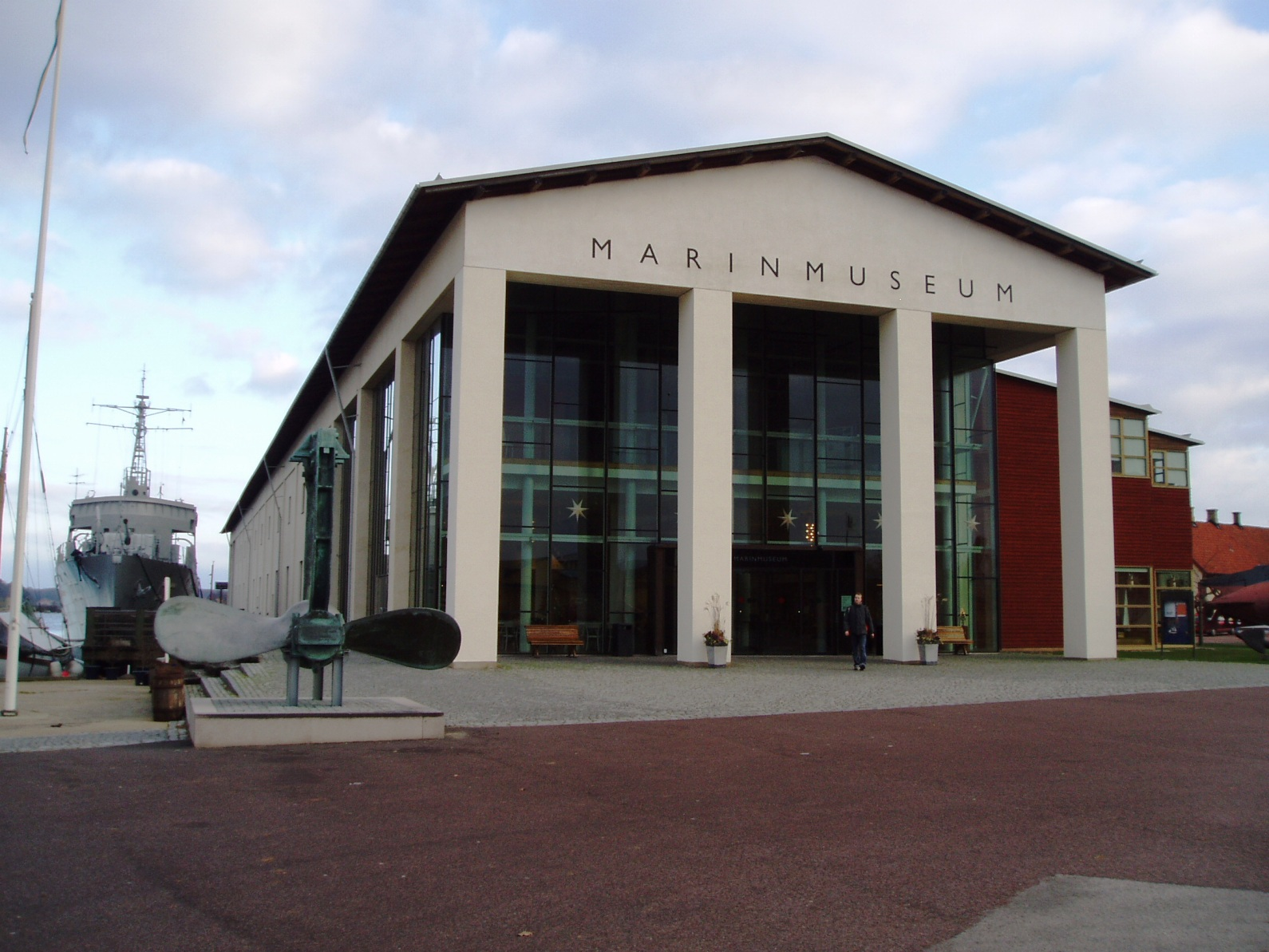
Marinmuseum

- A Marinmuseum (Tengerészeti múzeum) népszerű attrakciója Karlskrona-nak
- Blekinge Múzeum
- Wämöparken (szabadtéri múzeum)

### Zene
- Marinens musikkår (Tengerészet zenekara), egyike a három hivatásos katonai zenekaroknak.

## Sport
FK Vittus tájfutó klub Karlskrona-ban. Sikeres labdarúgó csapatok a Karlskrona AIF (férfi) és a Karlskrona FF (Női, div.2). 
Karlskrona ad otthont a Wedeby IBK floorball klubnak.
Említésre méltó még az atlétika, kézilabda és a jégkorong tevékenység.

## A város neves szülöttei
- Ottilia Adelborg, illusztrátor
- Mikael Antonsson, labdarúgó
- Viktor Balck, ”a svéd sport atyja”
- Fredrik Blom, ezredes, építész, professzor és főfelügyelő
- Patrik Dufwa, színész, rendező
- Oliver Ekman Larsson, jégkorongozó Phoenix Coyotes-ban
- Horace Engdahl, irodalmár és a Svéd Akadémia állandó titkára 1999–2009.
- Lars Engqvist, szociáldemokrata politikus, volt miniszter
- Gunvor Engström, volt prefektus Blekinge megyében
- Jonathan Ericsson, jégkorongozó Detroit Red Wings-ben
- Erik Höglund, szobrász, festő, grafikus és üvegművész
- Patrik Jablonski, zongorista
- Peter Jablonski, zongorista és karmester
- Caj Karlsson, énekes és zeneszerző
- Ellen Kleman, újságíró és szerkesztő a Fredrika-Bremer-Szövetség lapjánál
- Sven Lidman, költő
- Katarina Mazetti, író
- Hans Odöö, író, fényképész
- Folke Palander, százados és parlamenti képviselő (riksdagsman)
- Veronica Palm, szociáldemokrata politikus
- Anders Paulrud, író és újságíró
- Mi Ridell, színésznő
- Henrik Rydström, labdarúgó
- Jan-Öjvind Swahn, néprajzkutató
- Sven Christer Swahn, író és irodalmár
- Peter Örn, néppárti politikus (Folkpartiet)
- Amanda Kurtović, kézilabdázó

## Fordítás
- Ez a szócikk részben vagy egészben  a   Karlskrona című svéd Wikipédia-szócikk fordításán alapul.  Az eredeti cikk szerkesztőit annak laptörténete sorolja fel. Ez a jelzés csupán a megfogalmazás eredetét és a szerzői jogokat jelzi, nem szolgál a cikkben szereplő információk forrásmegjelöléseként.